# Moussac (Gard)
Moussac (okzitanisch: Moçac) ist ein Ort und eine südfranzösische Gemeinde mit 1.564 Einwohnern (Stand 1. Januar 2022) im Département Gard in der Region Okzitanien.

## Lage
Der Ort Moussac ist rund 25 km (Fahrtstrecke) in nordwestlicher Richtung von Nîmes entfernt und liegt auf einer etwa 90 m hohen Anhöhe oberhalb der Einmündung des Flusses Droude in den Gardon (oder Gard). An der südwestlichen Gemeindegrenze verläuft das Flüsschen Auriol.

## Bevölkerungsentwicklung
| Jahr      | 1800 | 1851 | 1901 | 1954 | 1999 | 2017 |
| Einwohner | 432  | 599  | 740  | 720  | 1020 | 1485 |

Das bereits im 19. Jahrhundert einsetzende konstante Bevölkerungswachstum hängt im Wesentlichen mit der Zuwanderung vieler Familien aus den nördlich gelegenen Bergdörfern der Cevennen zusammen. In jüngster Zeit hat die relative Nähe zur Stadt Nîmes zum Bevölkerungswachstum beigetragen.

## Wirtschaft
Die Einwohner von Moussac lebten jahrhundertelang als Selbstversorger von den Erträgen ihrer Felder und Gärten; Produktionsüberschüsse konnten in Nîmes oder in Alès vermarktet werden. Auch Wein wurde angebaut, doch setzte die Reblauskrise setzte diesem Wirtschaftszweig Ende des 19. Jahrhunderts ein vorläufiges Ende. Heute wird nur noch vereinzelt Wein angebaut und über die Appellationen Cévennes, Duché d’Uzès, Gard und Pays d’Oc vermarktet. Zunehmend spielt die Vermietung von Ferienwohnungen (gîtes) eine gewisse Rolle im Wirtschaftsleben der Gemeinde.

## Geschichte
Wahrscheinlich war die Gegend bereits in gallorömischer Zeit besiedelt. Die erste urkundliche Erwähnung des Ortsnamens Mozac stammt aus dem Jahr 1169, als das Gebiet noch ein Lehen der Grafen von Toulouse war, die es jedoch zu Beginn des Albigenserkreuzzugs (1209–1229) an die Bischöfe von Uzès abtreten mussten. Aufgrund seiner gut zu verteidigenden Lage blieb der Ort weitgehend von den Wirrnissen der Zeit verschont – lediglich während des Tuchineraufstands (1381–1384) wurde er verwüstet. Am 22. August 1703 nahmen die Kamisarden unter der Führung von Jean Cavalier den Ort ein; sie setzten die Kirche in Brand, konnten aber die Burg nicht erobern und zogen sich bereits am folgenden Tag wieder zurück.

## Sehenswürdigkeiten
- Der Ortskern (bourg) besteht aus vielen alten Bruchsteinhäusern, die jedoch zumeist verputzt wurden.
- Der Bergfried (donjon) der im 14. Jahrhundert von den Bischöfen von Uzès erbauten und heute als Hotel und Veranstaltungsort dienenden Burg (château) dominiert noch immer den Ort.
- Die in ihren Ursprüngen aus dem Mittelalter stammende Kirche wurde im Jahr 1703 von den Kamisarden in Brand gesetzt. Der Bau dient heute als Protestantische Kirche (temple).